# Mila Haugová
Mila Haugová (* 14. Juni 1942 in Budapest) ist eine slowakische Lyrikerin und Übersetzerin.

## Leben
In der Tschechoslowakei zur Agronomin ausgebildet, arbeitete sie von 1986 bis 1996 als Redakteurin der Literaturzeitschrift Romboid. Mila Haugová lebt nun als freie Schriftstellerin in Bratislava und Levice.
Die Dichterin hat zahlreiche Gedichtbände publiziert, die z. T. auch ins Englische, Französische, Polnische, Russische und Deutsche übersetzt wurden. In deutscher Sprache sind mehrere Gedichtbände erschienen, darunter der zweisprachige Band Schlaflied wilder Tiere (2011) und Zwischen zwei Leeren (2020).
Als Übersetzerin hat sie u. a. Werke von Friederike Mayröcker ins Slowakische übertragen.

## Bibliografie (Auswahl)
- Nostalgia. Slovenský Spisovatel. Bratislava 1993.
- Alfa Centauri. Drewo a Srd. Banská Bystrica 1997.
- Kahlfrieren. BONsai-typART Verlag. Berlin 1998.
- Das innere Gesicht. Aus dem Slowakischen von Zdenka Becker. Edition Thanhäuser. Ottensheim an der Donau 1999. ISBN 3-90098-640-1.
- Sandatlas. Aus dem Slowakischen von Angela Repka. Edition Korrespondenzen. Wien 2001. ISBN 3-90211-303-0.
- Orfea alebo zimný priesmyk. Slovenský spisovatel. Bratislava 2003.
- Körperarchive. Aus dem Slowakischen von Slávka Rude-Porubská. Edition Erata. Leipzig 2006. ISBN 3-86660-018-6.
- Schlaflied wilder Tiere. Aus dem Slowakischen von Anja Utler und der Autorin. Edition Korrespondenzen. Wien 2011. ISBN 978-3-902113-80-1.
- Langsame Bogenschützin / Pomalá lukostrelkyňa, übersetzt von Slávka Rude-Porubská, mit Zeichnungen von Renáta Mussett, danube books Verlag, Ulm 2017, ISBN 978-3-946046-09-7.
- Zwischen zwei Leeren. Aus dem Slowakischen von Anja Utler und der Autorin. Edition Korrespondenzen. Wien 2020. ISBN 978-3-902951-54-0.